# المقتطف (مجلة)
مجلة المقتطف (1293 هـ - 1371 هـ / 1876 - 1952م)، مجلة شامية-مصرية أنشأت في الشام عام 1876 من قبل يعقوب صروف وفارس نمر قبل أن تنتقل اٍلى القاهرة.
أصدر أول عدد للمجلة بتاريخ 1876 في بيروت وكانت تكتب المجلة على صدرها أنها مجلة علمية صناعية زراعية، وبدأ اٍصدارها المنتظم في القاهرة سنة 1888.

## نشأة مجلة المقتطف
حسب رواية وديع فلسطين اللتي سمعها من فارس نمر انه كان يعمل حينها مدرسا للرياضيات ومساعدا لأستاذ علم الهيئة (الفلك) في الكلية الإنجيلية السورية والتقى سنة 1874 بيعقوب صروف الذي كان يعمل مدرسا للطبيعيات والكيمياء في الكلية وبدأت بينهما صداقة ازدادت مع الأيام وثوقا بسبب تقارب مشاربهما العلمية وتلاقي طموحهما في خدمة الأمة العربية حيث كانا يطالعان كل ما يصل إلى الكلية من جرائد ومجلات علمية أجنبية، ويتسابقان على الحصول عليها ومطالعتها مما ولد لديهما رغبة في توسيع نطاق الإفادة بتعميمها على أبناء الأمة العربية وطرأت عليهما فكرة إصدار جريدة علمية تصدر في أول كل شهر، وعد العدد الأول الذي صدر في شهر مايو سنة 1876 كنموذج لاختبار مدى نجاحها.

## وصلات خارجية
- المقتطف - أرشيف الشارخ